# Walter De Decker
Walter Theodoor Angèle De Decker is een personage uit de Vlaamse soapserie Thuis. Walter werd gespeeld door Rik Andries in de reeksen 1 en 2. Jaren later tijdens seizoen 26 zal zijn personage opnieuw een belangrijk deel zijn van het verhaal.

## Fictieve biografie
Walter is in het begin van de reeks in theorie getrouwd met Marianne, maar ze leven in feite al jaren gescheiden van elkaar. Hij heeft jaren eerder de dokterspraktijk opgestart die hij later deelt met zijn dochter Ann. Na lange tijd in hun appartement in Knokke te hebben gewoond keert Marianne terug naar huis. Walter heeft intussen een relatie met Rosa. Rosa en Walter hun relatie strandt echter, waarop Walter en Marianne besluiten hun huwelijk een tweede kans te geven. Maar hun geluk is van korte duur: tijdens een strandwandeling zakt Walter in elkaar. Hij heeft een hersenbloeding en sterft. In zijn testament laat hij een belangrijk familiejuweel na aan Rosa, wat de nijd van Marianne opwekt. Dit is de start van de grote en lange vete tussen de twee dames.
Jaren later begint zijn dochter Ann een relatie met Tanja Tibergyn. Na enkele jaren blijkt dat Tanja een zoon heeft, maar weet niet wie de vader is: ze is dertig jaar eerder immers verkracht in de surfclub. Xander wil weten wie zijn vader is en komt uit bij Tom. Deze legt onder zware druk een DNA-test af, net als Ann, maar daaruit blijkt dat er verwantschap is maar dat Tom niet de vader is. Wanneer zij Marianne hiermee confronteren, biecht zij op dat Walter in die periode na een zware ruzie tussen hen in een dronken bui seks heeft gehad met een jong meisje. Hieruit trekken zij de conclusie dat Xander de zoon van Walter en Tanja is.